# Giulio Ciotti
Giulio Ciotti (* 5. října 1976, Rimini, Itálie) je italský atlet, výškař.
Jeho největším úspěchem je stříbrná medaile, kterou získal v roce 2001 na středomořských hrách v tuniském Radès. V roce 2006 skončil sedmý na halovém MS v Moskvě a obsadil desáté místo na mistrovství Evropy v Göteborgu. Na mistrovství světa v Berlíně 2009 se umístil ve finále na jedenáctém místě.
Jeho dvojče, bratr Nicola se rovněž věnuje skoku do výšky.